# Volatilité (finance)
Pour les articles homonymes, voir Volatilité.
La volatilité (en finance) est l'ampleur des variations du cours d'un actif financier. Elle sert de paramètre de quantification du risque de rendement et de prix d'un actif financier. Lorsque la volatilité est élevée, la possibilité de gain est plus importante, mais le risque de perte l'est aussi. C'est par exemple le cas de l'action d'une société plus endettée, ou disposant d'un potentiel de croissance plus fort et donc d'un cours plus élevé que la moyenne. Si la croissance des ventes est moins forte qu'espérée ou si l'entreprise peine à rembourser sa dette, la chute du cours sera très forte.
La notion est plus souvent utilisée pour les oscillations à court terme que pour les grandes fluctuations boursières sur plusieurs années, souvent qualifiées (bien qu'irrégulières dans leur fréquence) de cycles boursiers. En réalité, le terme de volatilité concerne aussi bien le court terme que le moyen et long terme. Il ne caractérise pas l'indécision du marché à un instant donné, mais l'ampleur des variations de cours, à la hausse comme à la baisse, qui traduisent notamment des changements d'anticipations.
Pariant sur la volatilité à venir, les opérateurs de marché (« traders ») sont parfois appelés des joueurs à risque (« risk players »).

## Volatilité implicite
La volatilité implicite se calcule à partir du prix des options, qui permettent de parier ou de se couvrir sur un scénario extrême. Par exemple, un céréalier qui craint que le prix du blé ne tombe de 100 à 60 euros la tonne en raison de la concurrence de nouveaux pays producteurs, va se couvrir avec une option de vente à 70 euros la tonne. Au cas où le prix chuterait jusqu'à 60 ou 50 euros, l'option lui donne le droit de vendre à 70 euros et donc de limiter sa perte à 30 euros par tonne.
Si le risque de voir tomber le prix à 60 euros est minime, cette option n'aura aucune valeur. Mais si les surfaces cultivées augmentent régulièrement et inéluctablement tandis que la demande progresse peu, ce risque devient réel et la valeur de l'option sera élevée, tous les autres céréaliers voulant aussi se couvrir.
La volatilité peut également être très forte à la hausse, si la demande mondiale de blé, en croissance régulière, menace de créer une pénurie tandis que la production ne suit pas. Une option donnant à un meunier le droit d'acheter le blé à 130 euros la tonne vaudra très cher si s'ajoute un risque d'inondations créant la probabilité de voir le prix du blé monter jusqu'à 140 ou 150 euros la tonne.
Le prix de l'option reflète l'ampleur des variations probables, autrement dit la volatilité. Ainsi la Bourse de Paris publie un « indice de volatilité implicite » du marché des actions, qui permet d'avertir les petits épargnants du risque couru.
L'incertain appartient au futur, tandis que la connaissance du passé suffit rarement sur les marchés où l'anticipation est reine. Le potentiel de hausse étant par nature plus important que celui de baisse (qui n'excède jamais 100 %), les options d'achat sont les plus traitées.

## Méthode de calcul
La volatilité est un indicateur primordial pour la fluidité du marché. En tendance, la volatilité peut être faible si les volumes sont constants. D'après la théorie financière, un investisseur n'admet d'acquérir un actif financier présentant une forte volatilité (donc un risque important) que si son rendement est élevé. C'est pourquoi les périodes de forte volatilité se traduisent souvent par des cours bas permettant à l'acheteur d'anticiper une rentabilité plus élevée. La réciproque est également vraie : dans toutes les périodes de bulle spéculative, la volatilité a augmenté fortement.
La méthode de calcul de cette approximation du risque est cependant contestée puisqu'elle prend pour hypothèse que l'évolution future sera inspirée par l'évolution passée.
Cette quantification utilise en effet l'écart type (voir statistiques) des variations historiques de rentabilité. Autrement dit, autre simplification, elle se base sur la courbe plus ou moins gaussienne des hausses et baisses de prix passées de cet actif, sur une suite de périodes historiques.
Par exemple, pour prendre des extrêmes, elle utilise l'écart-type des variations journalières sur un mois, ou des variations mensuelles sur dix ans, etc.
On se base donc souvent sur des méthodes indirectes. En effet, on peut montrer que dans le modèle de Black et Scholes, le prix d'une option européenne ne dépend que de la volatilité du sous-jacent, et non de son rendement moyen. On peut donc, en inversant la formule, retrouver une volatilité implicite de l'actif, qui est celle qui correspond aux anticipations du marché.
Par opposition, les calculs fondés sur l'analyse statistique du cours du sous-jacent sont appelés méthode de calibration historique. Le calcul de la volatilité d'un titre non associé à un produit dérivé se fait par interpolation (utilisation de matrices de volatilité à partir des écarts-types).
Toutefois, rien n'assure que ce paramètre doive rester constant dans le temps. Dans le cas où l'on prend en compte l'incertitude sur l'incertitude du rendement d'un actif, on parle de modèles à volatilité stochastique.
L'une des hypothèses du modèle de Black & Scholes est que les rendements de l'actif sous-jacent suivent une loi normale. Dans cette hypothèse, un bon estimateur de la volatilité serait l'écart-type des rendements de l'actif sous-jacent.
La limite de ce modèle réside dans cette hypothèse qui diverge de la réalité surtout lorsque les actifs sont volatils. C'est pourquoi les opérateurs de marché ont développé et implémenté des modèles intégrant des volatilités non constantes ou/et uniformes: volatilité locale, volatilité stochastique...
Sur les marchés on constate fréquemment que la volatilité implicite dépend aussi bien de la maturité (temps) que du prix d'exercice (strike), on parle alors de smile de volatilité.

## Utilisation
La volatilité sert entre autres :
- aux calculs pour optimiser la diversification des portefeuilles d'actifs financiers, par l'utilisation d'un coefficient de corrélation (coefficient bêta) entre volatilité de l'ensemble du marché et volatilité d'un actif individuel ;
- à l'évaluation des contrats financiers dérivés (évaluation d'option par exemple).

## Indice de volatilité
- Le principal indice utilisé pour mesurer la volatilité du marché des actions est l'indice VIX, basé sur les prix des options (Call et Put) sur l'indice américain des actions S&P 500.
- Le VCAC qui est l'indice de volatilité de référence du marché français, basé sur le prix des options (Call et Put) sur le CAC 40.
- Les indicateurs de risque SRI et SRRI s’appuient notamment sur la volatilité des produits qu’ils évaluent.